# Anderson Alves
Anderson Alves da Silva, mais conhecido como Anderson Alves ou ainda Anderson (Rio de Janeiro, 10 de janeiro de 1983), é um ex-futebolista brasileiro que atuava como lateral-esquerdo.
Chegou a base do Flamengo aos 11 anos de idade, em 1994 e jogou em todas as categorias do clube até o ano 1998.

## Base da Seleção Brasileira
Anderson despertou interesse dos técnicos da base da Seleção Brasileira, por ser um lateral esquerdo de muita qualidade e habilidade, boa arrancada e veloz, excelente cobrador de faltas e escanteios, referência nas bolas paradas e de muitas assistências.
Assim, o lateral passou por todas as categorias de base da Seleção Brasileira, conquistou títulos e desses ele destaca o de Campeão Sul Americano Sub17, onde marcou 2 gols na final contra o Paraguai e o Título do Mundial Sub20, ambos em 1999.

## Carreira

### Flamengo
Anderson atuou na equipe principal entre 2001 até 2003, marcou gols e teve um bom desempenho no elenco. No inicio de 2004, o técnico Abel Braga assumiu a equipe e trouxe o lateral esquerdo Roger e assim, Anderson perdeu espaço e pediu para ser transferido para outra equipe.

### Gold Coast
Em 22 de junho de 2009 foi anunciado sua contratação pelo Gold Coast por empréstimo em troca do também brasileiro Jefferson. No final da temporada 2009-10, o clube lhe ofereceu um contrato definitivo de 1 ano e Anderson aceitou.

## Vida pessoal
Anderson tem um irmão que também é jogador profissional. Trata-se de Robson que também atuou no Gold Coast.

## Títulos
Brasil
- Mundial Sub-17 - 1997
- Campeonato Sul-Americano Sub-20: 2001
- Torneio Internacional de Toulon: 2002